# 宇太町
宇太町（うたちょう）は奈良県北東部、宇陀郡に属していた町。現在の宇陀市菟田野の一部。

## 歴史
- 1889年（明治22年）4月1日 - 町村制の施行により、宇陀郡 古市場村、松井村、大神村、見田村、大沢村、別所村、平井村、岩崎村が合併し宇太村が成立。
- 1935年（昭和10年）4月29日 - 町制施行し、宇太町となる。
- 1956年（昭和31年） 8月1日 - 宇賀志村と合併し、菟田野町が発足。同日宇太町消滅。